# Danielle Hunter
Danielle Hunter (St. Catherine, 29 ottobre 1994) è un giocatore di football americano statunitense che gioca nel ruolo di defensive end per i Houston Texans della National Football League (NFL). Scelto come 110º assoluto del Draft NFL 2015, in precedenza aveva giocato a football per i Tigers della Louisiana State University.

## Carriera professionistica

### Minnesota Vikings
Il 1º maggio Hunter fu selezionato al 3º giro come 88º assoluto dai Minnesota Vikings. La Pro Football Writers Association lo inserì nella formazione ideale dei rookie. Nella sua seconda stagione, malgrado non avere disputato nessuna delle 16 gare come titolare, si classificò al terzo posto nella NFL con 12,5 sack.
Nel nono turno della stagione 2018, nel giorno in cui i Vikings stabilirono un record di franchigia di 10 sack contro i Detroit Lions, Hunter guidò la squadra con 3,5 sack su Matthew Stafford. Per questa prestazione fu premiato come miglior difensore della NFC della settimana. A fine anno fu convocato per il suo primo Pro Bowl e inserito nel Second-team All-Pro dopo avere fatto registrare 72 placcaggi e 14,5 sack, due nuovi primati personali.
Nel 14º turno della stagione 2019 Hunter mise a segno 3 sack su David Blough dei Lions, venendo premiato come difensore della NFC della settimana. Con quei 3 sack divenne il più giovane giocatore a raggiungere quota 50 in carriera dal 1982, anno in cui la NFL iniziò a tenere traccia ufficialmente della statistica. A fine stagione fu convocato per il suo secondo Pro Bowl dopo essersi classificato quarto nella NFL con 14,5 sack.
Nella settimana 2 della stagione 2021 Hunter mise a referto tre sack su Kyler Murray degli Arizona Cardinals.
Nel 2022 Hunter fu convocato per il suo terzo Pro Bowl al posto di Haason Reddick, impegnato nel Super Bowl LVII, dopo avere messo a segno 10,5 sack.
Il 30 luglio 2023 Hunter firmó un nuovo contratto di un anno del valore di 20 milioni di dollari. Nel sesto turno mise a referto 7 placcaggi, 2 sack e un passaggio deviato nella vittoria sui Bears. Due settimane dopo divenne il primo giocatore della lega a raggiungere i dieci sack in stagione nella vittoria sui Packers. Alla fine di ottobre fu premiato come miglior difensore della NFC del mese dopo avere fatto registrare 18 placcaggi, 5 sack e 2 fumble forzati. A fine stagione fu convocato per il suo quarto Pro Bowl dopo avere guidato la NFL con 23 placcaggi con perdita di yard, mentre fu quinto con 16,5 sack.

### Houston Texans
Il 12 marzo 2024 Hunter firmò con gli Houston Texans un contratto biennale del valore di 49 milioni di dollari. Nel secondo turno mise a segno 1,5 sack sulla prima scelta assoluta del Draft 2024 Caleb Williams nella vittoria sui Bears per 19-13. Tornò a placcare il quarterback avversario nella vittoria del sesto turno sui New England Patriots. Due settimane dopo, nel finale della gara con i Colts, con un sack su Anthony Richardson forzó il fumble decisivo che fu recuperato dal compagno Will Anderson Jr., chiudendo la partita in favore dei Texans. Chiuse la stagione al quinto posto nella NFL con 12 sack.
Il 19 marzo 2025 Hunter firmò un nuovo contratto di un anno del valore di 35,6 milioni di dollari.

## Palmarès
- Convocazioni al Pro Bowl: 4

2018, 2019, 2022, 2023
- Second-team All-Pro: 1

2018
- Difensore della NFC del mese: 1

ottobre 2023
- Difensore della NFC della settimana: 2

9ª del 2018, 14ª del 2019
- PFWA All-Rookie Team - 2015